# Hermann Göring
Hermann Wilhelm Göring (12. ledna 1893 sanatorium Marienbad v Rosenheimu, Bavorsko – 15. října 1946 Norimberk, sebevražda) byl německý nacistický politik a válečný zločinec. Původně letec, pak poslanec a předseda říšského sněmu. Zakladatel gestapa, ministr letectví, vrchní velitel Luftwaffe, říšský maršál, zástupce Hitlera po většinu druhé světové války.

## Životopis

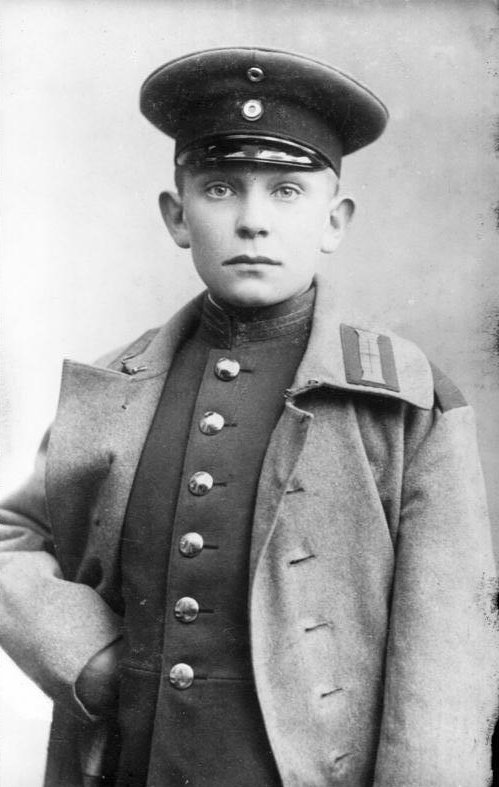
Hermann Göring v roce 1907

V první světové válce byl jedním z leteckých es německého armádního letectva. Začátkem 20. let 20. století se seznámil s Adolfem Hitlerem. Roku 1923 byl během pokusu o státní převrat postřelen do nohy a poté byl závislý na morfiu, kvůli kterému trpěl obezitou. Miloval přírodu, lov a zvířata. Měl funkci říšského lesmistra (Reichsforstmeister) a říšského lovčího (Reichsjägermeister). Byl také vášnivý až fanatický sběratel. Sbíral všelijaké obrazy a exponáty z celého světa od nejrůznějších autorů. Na svou sbírku byl velmi pyšný. Později chtěl také založit Göringovo muzeum umění. Tam měl mít všechny exponáty, které za svůj celý život posbíral. Pro získání obrazů udělal cokoliv, velkou část obrazů ukradl. Roku 1928 se stal poslancem za NSDAP, roku 1930 také předsedou říšského sněmu. Roku 1933 založil gestapo. Později se stal ministrem letectví a roku 1935 vrchním velitelem Luftwaffe (maršálem letectva). Stal se Hitlerovým oficiálním zástupcem, jímž byl až do roku 1945, kdy jej v této funkci vystřídal velkoadmirál Dönitz. Poté byl zatčen a držen samotnou SS, na konci války byl zatčen v Obersalzdorfu Spojenci. Během Norimberského procesu byl odsouzen k trestu smrti oběšením, vykonání rozsudku ale unikl – spáchal sebevraždu spolknutím kyanidové kapsle.

### Mládí
Měl mnoho tváří. Byl ješitný, lstivý, podlý a brutální jako málokterý z Hitlerových stoupenců, a v nacistické říši byl čas od času populárnější než dokonce sám Adolf Hitler. Narodil se 12. ledna 1893 v sanatoriu Marienbad poblíž hornobavorského města Rosenheim. Tři roky vyrůstal Göring mimo rodinu. Jeho matka Franziska Göringová, rozená Tiefenbrunnová ho po jeho narození nechala v péči jedné ze svých přítelkyň ve Fürthu. Údajně ho nechtěla vystavit obtížné cestě do Německa a špatným klimatickým podmínkám v Karibiku, kde pracoval její manžel a Göringův otec dr. Heinrich Ernst Göring jako německý generální konzul na Haiti. Do Německa se Göringovi vrátili v roce 1896 a následně se usadili v Berlíně, kde také poprvé Hermann Göring žil se svojí rodinou. Dva roky žila rodina Göringových v bytě Hermannova kmotra dr. Epensteina, zámožného muže původem z židovské rodiny, který byl nejen Hermannovým kmotrem, ale především milencem Hermannovy matky. V roce 1898 se na základě Epensteinovy nabídky rodina přestěhovala na jeho hrad Veldenstein, kde Franziska Göringová bydlela s doktorem Epensteinem ve druhém patře hradu, zatímco její manžel obýval patro první. Zde žili až do roku 1912, kdy se usadili v Mnichově. Hrad Veldenstein přešel v roce 1938 do vlastnictví Hermanna Göringa. Za Epensteinovy podpory se Hermann Göring dostal do kadetky v Karlsruhe, v roce 1909 pak přestoupil na pruskou královskou kadetku v Berlíně-Lichterfelde, kterou v roce 1911 absolvoval v hodnosti praporčíka. Z latiny, francouzštiny a angličtiny dostal ´dostatečnou´, z kreslení plánů a čtení ´dobrou´, z němčiny, dějepisu, matematiky a fyziky ´velmi dobrou´ a ze zeměpisu ´výbornou´. Rozkazem z 22. června 1912 byl povýšen na poručíka v lednu 1914 dostal místo pobočníka ve štábu 4. bádenského pěšího pluku č. 112 'Princ Vilém'.
V září 1914, krátce po vypuknutí první světové války byl hospitalizován s kloubovým revmatismem ve Freiburgu. Zde se seznámil s Bruno Loerzerem, který ho nadchl pro letectví. Nejprve létal jako pozorovatel. Rychlokurs letectví absolvoval 1. července 1915 a už na počátku října stejného roku byl poprvé nasazen v boji. V květnu 1917 byl jmenován velitelem 27. stíhací letky. V té době měl na kontě osm sestřelených letadel. Dne 2. června 1918 dostal za 18 sestřelů německý řád za mimořádnou statečnost, Pour le Mérite. V témže měsíci byl jmenován velitelem proslulé Richthofenovy eskadry, známé jako Richthofenův cirkus. Po ukončení první světové války získal místo pilota u švédské letecké společnosti Svenska Lufttrafik, kde pracoval jako šéfpilot a občas létal s aerotaxi. Právě jako pilot aerotaxi se seznámil se švédským hrabětem Ericem von Rozenem, kterého v roce 1920 za velmi špatných povětrnostních podmínek svým letadlem bezpečně dopravil na hraběcí zámek Rockelstad. Hrabě byl zkušenému pilotovi tak vděčný, že ho pozval k sobě domů. Zde, na švédském zámku Rockelstad, se Hermann Göring seznámil se svou budoucí manželkou Carin von Kantzow, která byla švagrovou hraběte von Rozena. Hermann Göring strávil na zámku několik dní a s rodinou hostitele navázal intenzivní vztah. Host i hostitel byli konzervativní nacionalisté, oba obdivovali rytířské ideály a uznávali nordicko-germánské právo na nadřazenost nad jinými národy. Rovněž Carin von Kantzow vzhlížela ke statečnému Göringovi s obdivem, a přestože byla již deset let provdaná, a se svým manželem měla osmiletého syna, podlehla šarmu mladého charismatického muže a stala se jeho milenkou. Dne 13. prosince 1922 se Carin se svým prvním manželem rozvedla a syn Thomas byl svěřen do péče otce. Dne 25. ledna 1923 uzavřel Hermann Göring s Carin von Kantzow, rozenou von Fock, sňatek ve Stockholmu a dne 3. února 1923 na úřadě v Obermenzingu. Jelikož Carin byla tehdy již vážně nemocná, zakoupil Göring vilku se vzdušnou zahradou na klidném předměstí Mnichova. Finančně celou věc zajistil exmanžel Carin, svobodný pán von Kantzow, který svou bývalou ženu a jejího nového manžela finančně podporoval – hradil vedení jejich luxusní domácnosti, platil služebnictvo, mercedes i s řidičem a posílal jim balíky s potravinami.
Göringovi se však stále stýskalo po hrdinských činech a kamarádství ale hlavně po „silném muži”, který by pomohl získat Německu bývalou moc. Takového muže poprvé potkal na jedné politické akci na Königsplatzu v Mnichově, kde jak Göring slyšel, „nějaký” pan Hitler odmítl vystoupit a promluvit o vojenských omezeních Německa. Brzy poté navštívil kavárnu Neumann, kde měl Adolf Hitler každé pondělí řečnické hodiny. Fascinovaně naslouchal Hitlerovi pokaždé, když opakoval svůj názor, že Versailleská smlouva je hanbou. Krátce poté vstoupil do NSDAP.

### Rok 1923: Odpor vůči vstupu francouzských a belgických vojsk do Porýní

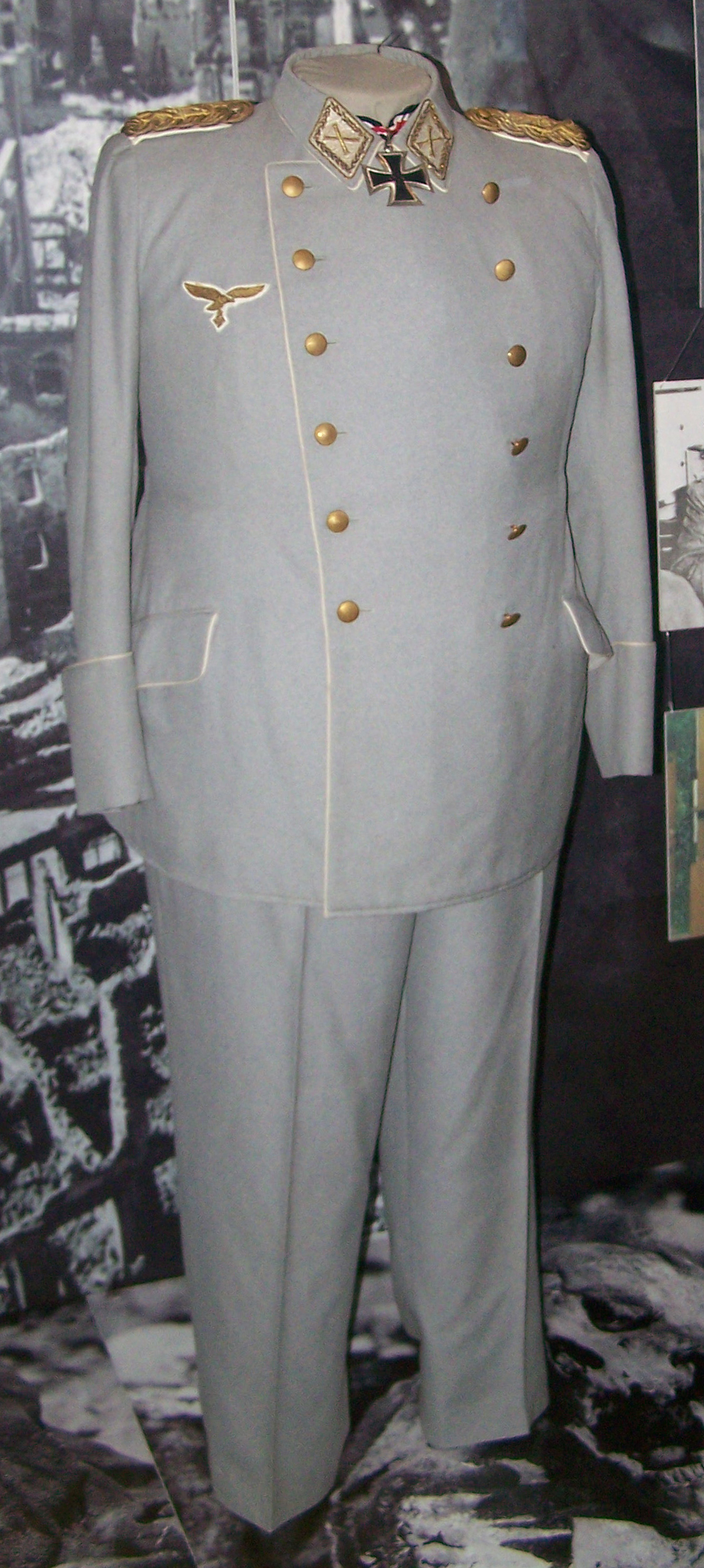
Uniforma Hermanna Göringa

Rok 1923 byl pro něj a celou NSDAP zlomový. V lednu 1923 vstoupila francouzská a belgická vojska do Porýní kvůli opoždění s placením reparací. Občané této oblasti byli vyzváni k pasivnímu odporu, k zastavení výroby. Zaměstnanci tak ale přišli o mzdy. Dělníky a podnikatele pak vláda musela podpořit a tak se začalo s nadměrným tiskem bankovek. To vyvolalo hyperinflaci astronomických rozměrů. Koncem roku 1923 stál jeden americký dolar 4,2 biliony marek. Země se řítila do politické krize. Situace pak donutila vládu k jednání s vítěznými mocnostmi a ukončením pasivního odporu.
V Bavorsku se pak Stresemannova vláda stala terčem pravicového odporu. Ráno 7. listopadu se vedení SA a NSDAP sešli k Hitlerovi, aby se dojednaly poslední detaily puče. Ten měl být proveden již následujícího dne, 8. listopadu. Na svoji stranu chtěli nacisté získat také generálního komisaře Gustava von Kahra, velitele vojenského okruhu VII generála Otty von Lossowa a šéfa zemské policie plukovníka von Seissera, kteří společně měli v Bavorsku takřka neomezenou moc. Proto vzbouřenci poslali večer 7. listopadu von Kahrovi dopis, ve kterém ho pozvali na sjezd vlasteneckých svazů 8. listopadu večer. O skutečných motivech svých hostitelů neměl ani tušení. Dne 8. listopadu ve 20:34 hodin společně a Hitlerlem vtrhl do zcela zaplněného měšťanského pivovaru Burgerbraukeller, kde mezitím von Kahr zahájil svou řeč. Ve 2.50 hodin ráno bylo všem rozhlasovým stanicím vydáno prohlášení, že von Kahr, von Lossow a von Seisser odmítají Hitlerův puč. Reichswehr a zemská policie pak obsadili nejdůležitější budovy ve městě, aby je chránila před pučisty. Jakmile pučistům došlo, že jsou v tom sami, vyrazili na pochod městem. Postupně se k nim přidávali další stoupenci a počet lidí narostl na 3000. Když se čelo průvodu blížilo k památníku Feldherrnhalle, padly výstřely. Pozice zde totiž obsadil kordon zemské policie s obrněnými vozy. Na místě zahynulo 14 demonstrantů a 4 policisté. Během nepovedeného puče byl Göring zasažen několika vystřelenými kulkami do boku a stehna. Příslušníci SA ho odtáhli do domu židovské rodiny Ballinů, kteří jej, zraněného, ukryli, starali se o něj a přivolali k němu lékaře, čímž mu zřejmě zachránili život. Poté za značně dramatických okolností uprchl i se svou manželkou do Rakouska, kde byl v Innsbrucku bouřlivě přivítán stoupenci SA. Jeho zdravotní stav se ale značně zhoršil, rána v boku a noze se zanítila a on dlouhodobě trpěl bolestmi a horečkou. K utišení nesnesitelných bolestí mu lékaři podávali dlouhodobě morfium, což u něj zapříčinilo následnou doživotní závislost na této droze.
V Rakouském vyhnanství žili manželé do roku 1924, kdy odešli do Švédska. Veškerý jejich majetek v Německu byl mezitím zkonfiskován, účty obstaveny a na oba byl vydán zatykač. Zdravotní stav obou manželů byl navíc velmi špatný, on sám byl silně závislý na morfiu a trpěl depresemi, u Carin se stále zhoršovala angina pectoris, silný revmatismus a často také upadala do bezvědomí. V té době u ní také lékaři diagnostikovali nevyléčitelnou srdeční chorobu bez vyhlídek na delší život. Kvůli své závislosti na morfiu byl Göring 1. září 1925 hospitalizován v nervovém sanatoriu pro nebezpečné pacienty v Långbrö u Stockholmu. Propuštěn byl 7. října 1925. Dne 12. listopadu 1925 byl zrušen zatykač na něj a v květnu 1926 bylo zastaveno i řízení pro velezradu. V roce 1927 se tak konečně vrátil do Německa a usadil se v Berlíně, kde pracoval jako zástupce švédské firmy na výrobu padáků Thornblad, Carin zůstala kvůli špatnému zdravotnímu stavu ve Švédsku. V září téhož roku byl opět hospitalizován v sanatoriu Långbrö pro opětovně se zhoršující se závislost.

### Rok 1928: Začátek politické kariéry

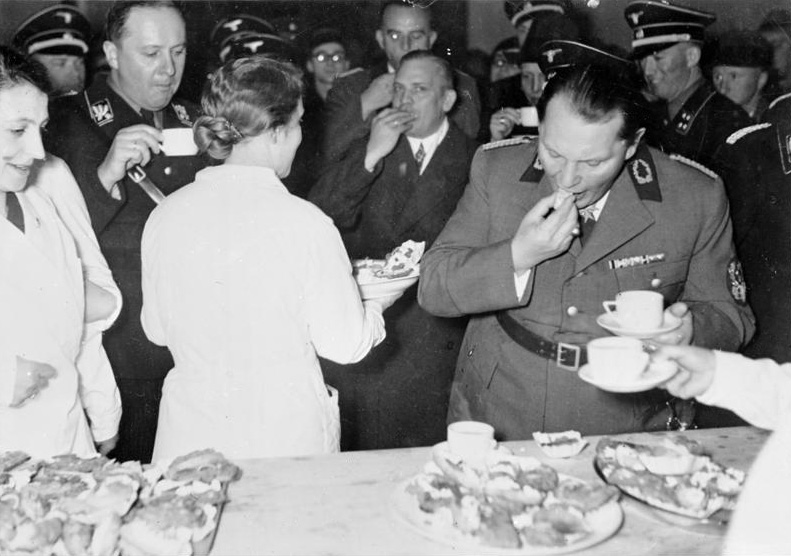
Göring si dává během Grüne Woche v Berlíně, 1937

Zlom v jeho životě přišel v roce 1928, kdy ho Adolf Hitler postavil do voleb do Reichstagu jako jednoho z kandidátů. Jeho kandidatura se Hitlerovi hodila jako protiváha bratrů Strasserových, jeho největších konkurentů ve straně. V této době byl na straně Hitlerových protivníků i Joseph Goebbels. Ve volbách 20. května 1928 získala NSDAP 2,6 procenta hlasů, což znamenalo 12 křesel. Jako poslanec vydělával Göring 500 marek měsíčně a k tomu měl ještě 800 marek jako říšský řečník NSDAP. Těžce nemocná Carin přijela ze Švédska do Berlína, aby dál hrdě stála po boku svého muže. Její bezmezná víra v nacionální socialismus se ještě upevnila a stala se z ní neúnavná a nadšená propagátorka Hitlera, nacismu a antisemitismu. Pro věc národního socialismu se snažila získat celou řadu významných osobností, především z řad šlechty. Göringovi tak vedli velmi čilý společenský život. Pravidelně je navštěvoval korunní princ August Vilém von Hohenzollern, jeho bratr Eitel-Friedrich, knížata Wiedové a vrcholní politici nacistické strany. Carin Göringová zemřela 17. října 1931 ve Švédsku po srdečním záchvatu, což byla pro Göringa těžká ztráta. Kariéra Hermanna Göringa se však nadále vyvíjela velmi dobře. Ve volbách v roce 1930 NSDAP volilo již 18 procent voličů. Nacisté tak získali 107 křesel. O dva roky později získala NSDAP ve volbách 230 křesel a stala se suverénně nejsilnější stranou v Reichstagu. O tři roky později 30. ledna 1933 byl Hitler jmenován říšským kancléřem. V té době byl Göring na vrcholu moci a byl označován za druhého nejmocnějšího muže Třetí říše. V červnu 1933 začal Göring se stavbou svého sídla, které pojmenoval po své zesnulé ženě – Carinhall. I Göringův dobrý vztah s Hitlerem mu dodával moc. V roce 1935 jako prezident Reichstagu uvedl v platnost Norimberské zákony. Podle legendy se měl na jedné společenské akci setkat s gangsterem Bugsym Siegelem. Siegel chtěl Göringa pro jeho antisemitské názory údajně zabít, což mu nakonec mělo být rozmluveno.

### Sňatek s Emmy Sonnemannovou

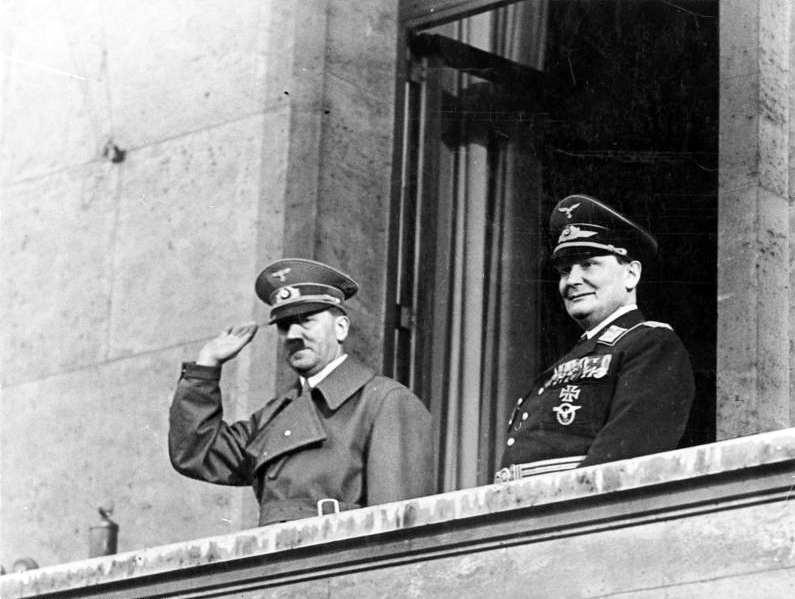
Adolf Hitler s Göringem na balkóně kancléřství, Berlín, 16. března 1938

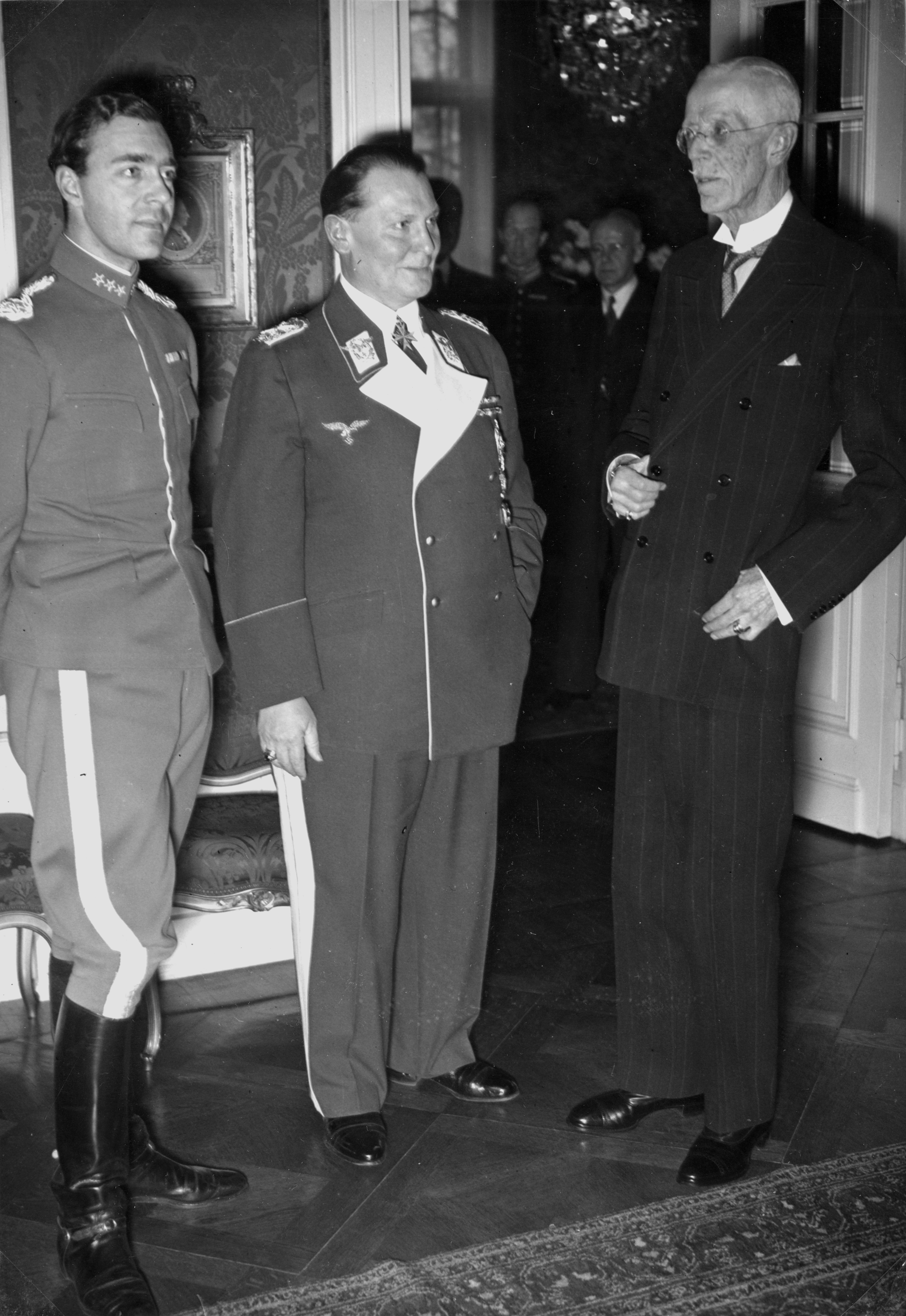
Švédský princ Gustav, Hermann Göring a švédský král Gustav V., Berlín, 1939

Dne 10. dubna 1935 se Hermann Göring podruhé oženil a jeho manželkou se stala rozvedená divadelní herečka Emma Sonnemannová. Na velkolepou svatbu bylo pozváno tisíc hostů a den svatby byl vyhlášen dnem pracovního klidu. Emma, které však všichni říkali Emmy, byla velká, statná a blond žena, která pro Göringa ztělesňovala ideál germánské ženy, stejně jako jeho první žena Carin. Emmy se stala na další léta jeho spřízněnou duší, utěšovatelkou a opatrovatelkou. V první řadě se však musela vyrovnat s kultem své zemřelé předchůdkyně, Carin Göringové, po níž Hermann Göring nazval svůj nejoblíbenější dům Carinhall, nebo své jachty Carin I. a Carin II.
Po sňatku s Göringem se Emmy vzdala další herecké kariéry a jelikož Hitler neměl oficiální partnerku, přijala právě ona roli „první dámy říše“. Ujala se reprezentačních povinností pro Hitlera a stýkala se s diplomaty a politiky. Přesto byl vztah mezi Emmy a Hitlerem spíše chladný, na rozdíl od Carin Göringové Emmy nikdy zcela nepodlehla bezmeznému obdivu k „Vůdci“. Dne 2. června 1938 se manželům Göringovým narodila dcera Edda, která byla i přes odpor vrcholných představitelů NSDAP pokřtěna. K Eddiným křtinám dorazily do Carinhallu tisíce darů z celého Německa, mezi jinými také obraz Madona s dítětem od Lucase Cranacha z muzea v Kolíně nad Rýnem. V roce 1938 bylo Emmy Göringové propůjčeno členství v NSDAP, byla také členkou nacistického Svazu žen a Říšské divadelní komory. Na politické kariéře svého manžela se nijak výrazně nepodílela, ale jeho světový názor samozřejmě sdílela. Přesto se i po svatbě scházela se svými židovskými přáteli a nijak se s tím netajila.

### Druhá světová válka
Vztah mezi Göringem a Hitlerem se začal zhoršovat až od podepsání Mnichovské dohody 30. září 1938. Göring tak sice prosadil nenásilný způsob získání Sudet od Československa, ale došlo tak k velkému zhoršení vztahu k Hitlerovi, který toužil po válce. Göring se snažil Hitlera odradit i od napadnutí Polska, ale tenhle cíl byl neúspěšný a 1. září začala útokem Luftwaffe a Wehrmachtu na Polsko druhá světová válka. Ještě téhož dne Hitler veřejně jmenoval Göringa svým nástupcem, kterým se stal vydáním tajného výnosu již v prosinci 1934. K dalšímu ochlazení vztahu mezi dvěma nejmocnějšími muži Třetí říše došlo po vyhlášení operace Barbarossa. Göring byl jednoznačně proti. Obával se totiž, že válka na dvou frontách by Německo ekonomicky i vojensky rychle vyčerpala. Hitlerovy sympatie si naopak Göring získal díky vybudování Luftwaffe, která za války patřila mezi nejlepší letectva v Evropě a svou sílu dokázala jak v Polsku, tak ve Francii. První velkou porážku Luftwaffe utrpěla až v bitvě o Británii. Toto selhání bylo Göringovi jako vrchnímu veliteli Luftwaffe často a silně vytýkáno. Ztracenou slávu Luftwaffe chtěl Göring získat v bitvě o Stalingrad v roce 1942. Pomocí letectva chtěl zásobovat obležené jednotky polního maršála Pauluse. To se mu ale nedařilo a pověst jeho i Luftwaffe opět silně utrpěla. S každou další porážkou německého letectva byl Göring brán stále méně vážně. Na jaře 1944 podniklo americké letectvo čtyři nálety na Berlín a vypadalo to, že definitivní porážku Luftwaffe již nic nemůže odvrátit. Poslední bojeschopnou silou Göringova Luftwaffe disponovala při útoku na Ardeny. Tehdy měla 2400 letadel.

### Život v přepychu
Už v dětství si Hermann Göring zvykl na život v přepychu, když strávil několik let na hradech svého kmotra doktora Epensteina. Svou vášeň pro luxusní, kvalitní a krásné věci mohl plně uspokojit především v době, kdy se nacisté dostali v Německu k moci. Göring si nechal vystavět přepychové letní sídlo, nazvané po své první ženě Carinhall. Na Carinhallu bylo soukromé kino, tělocvična, parní lázeň a obrovský přijímací sál. Když Hitler Carinhall navštívil, rozladěně prohlásil: „Můj Berghof se s tím přirozeně nedá srovnávat. Mohl by sloužit leda jako zahradní pavilon.“ Manželé Göringovi přijali na Carinhallu řadu významných hostů, jugoslávského prince Pavla, bulharského krále Borise, švédského následníka trůnu Gustava Adolfa, maďarského říšského správce Horthyho, řeckého krále Jiřího, vévodu Windsorského nebo Charlese Lindbergha. Kromě Carinhallu vlastnil Göring také motorovou jachtu a několik luxusních automobilů. Jako vášnivý sběratel umění si neváhal přivlastnit tisíce uměleckých děl ukradených z muzeí i soukromých sbírek v celé okupované Evropě. Sbíral zkonfiskované klenoty, sochy, obrazy i nábytek. Rád se oblékal do bohatě zdobených uniforem a nabubřele vypadajících kostýmů, což už jeho současníkům připadalo směšné. Jeho největší zálibou byl lov (měl funkci říšského lovčího), rád si hrál s elektrickými vláčky a za největší relaxaci považoval to, když se mohl přehrabovat ve svých špercích. Jeho další velkou vášní bylo jídlo – v roce 1933 vážil 140 kg. Přestože byl velmi ješitný a vychloubačný, působil na své okolí většinou sympatickým dojmem a širokou veřejností byl oblíbený, stejně jako jeho manželka. Ve skutečnosti byl však Hermann Göring chladný, brutální a radikální vykonavatel příkazů Adolfa Hitlera, který se na něj mohl spolehnout.

### Závěr války a smrt

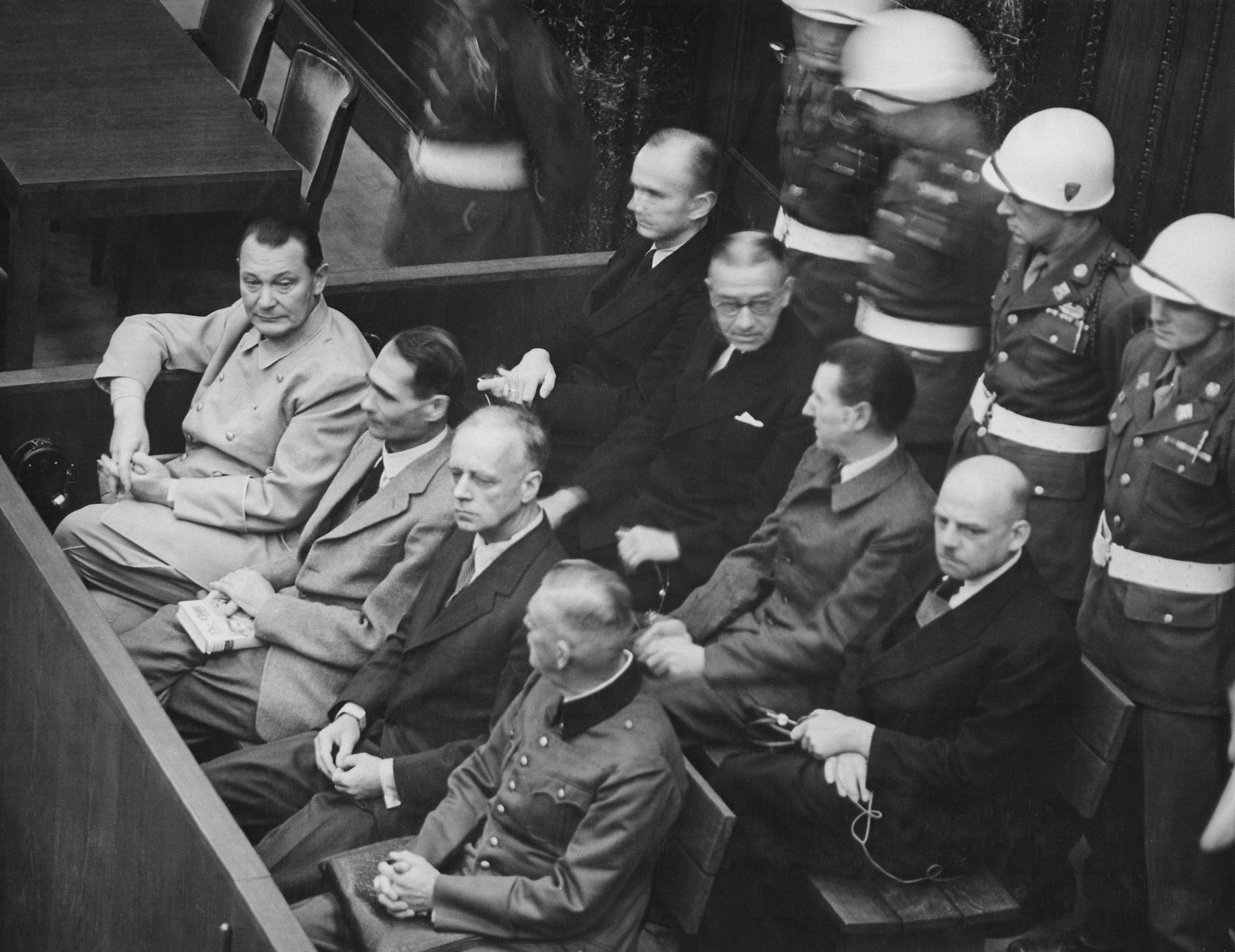
Göring během Norimberských procesů v první řadě

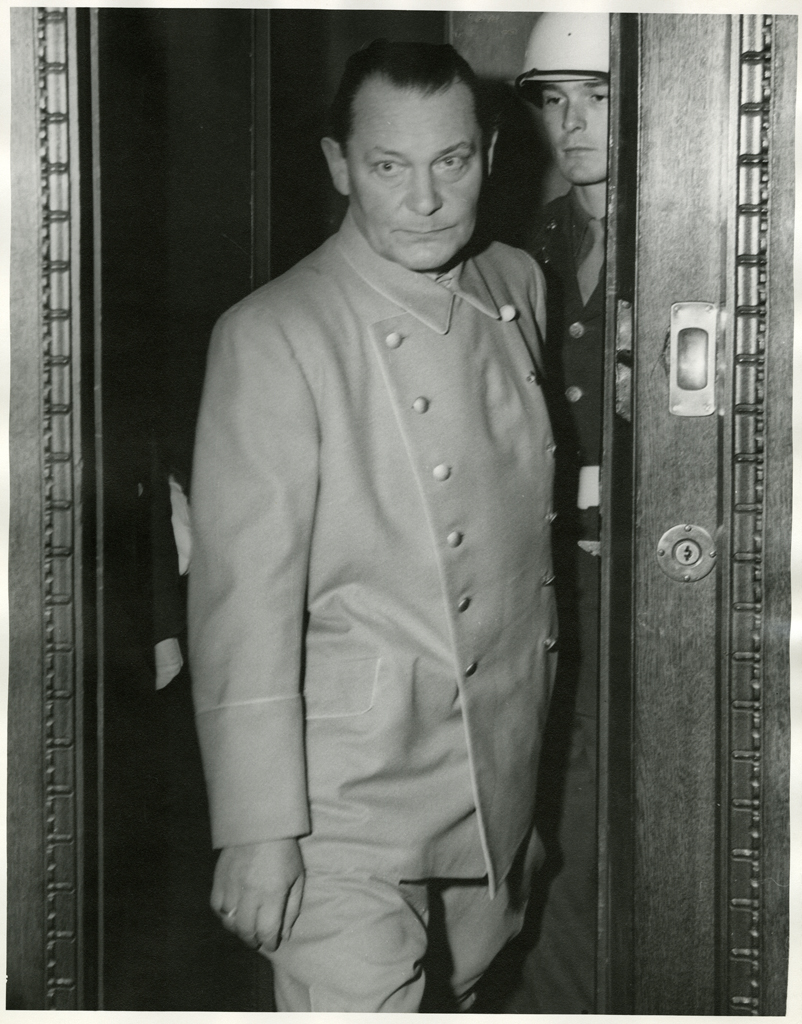
Herman Göring při Norimberském procesu (říjen 1945)

Dne 20. dubna 1945 v Berlíně se Göring naposledy setkal s Hitlerem. Pak se ukryl na Obersalzbergu, Hitlerově letním sídle. Göringova žena Emma odjela i s dcerou Eddou na Obersalzberg již v lednu 1945. Za nimi tam pak putovaly i poklady ukradené Göringem po celé Evropě v průběhu války – např. 1000 obrazů, 80 soch a 60 gobelínů, které byly následně ukryty v jedné štole na Untersbergu. Dne 22. dubna 1945 Hitler poprvé přiznal, že válka je prohraná. Následující den pak Göring poslal Hitlerovi dopis, v němž mu oznamoval, že pokud nedostane odpověď do 22. hodiny, převezme velení. To Hitlera rozzuřilo a zbavil Göringa všech jeho hodností a úřadů a vydal rozkaz k jeho popravě. Göring se pak ukryl na hrad Mauterndorf. Tam byl také Göring 28. dubna 1945 zatčen spojeneckými jednotkami, odkud byl převezen na zámek Fischhorn. Dne 12. srpna pak byl převezen do Norimberku. Zde byl soudním tribunálem obviněn z plánování nebo provedení útočné války a účast na válečných zločinech nebo vyvražďování národů. Dne 1. října 1946 byl Hermann Göring odsouzen k trestu smrti oběšením. Poprava měla začít v noci na 16. října. Své popravě ale Göring unikl, neboť 15. října ve 22:44 spáchal sebevraždu spolknutím kapsle kyanidu draselného, kterou měl ukrytu na cele pravděpodobně v gelu na vlasy. Jiný zdroj, a to agentura AFP, jejíž zpráva vyšla 19. října 1946 v deníku Lidová Demokracie, uvádí, že dva soudní lékaři ohledávající mrtvolu zjistili, že v okolí pupku je hnisavá ranka a drobné podráždění a není tedy vyloučeno, že ampulka s jedem byla zašita zde a nebyla odhalena ani důkladnou lékařskou prohlídkou v Mondorf-les-Bains v Lucembursku.

### Další život jeho rodiny
Emma Göringová byla zatčena 25. října 1945 a dcera Edda byla dána do péče sedlákům na venkově, odkud byla později převezena za svou matkou do věznice ve Straubingu. Emma byla 19. února 1946 propuštěna a s dcerou našla přístřeší v Sackdillingu. Dne 7. října 1946 jí bylo umožněno rozloučit se s manželem odsouzeným k trestu smrti. V roce 1947 byla Emma Göringová znovu zatčena a umístěna v internačním a pracovním táboře Göggingen u Augsburgu. V roce 1948 se v procesu, který byl proti ní veden, jako svědci obhajoby přihlásili někteří její židovští přátelé, kterým za války pomáhala. Nejvýznamnější zastání pak našla u berlínského faráře Erwina Jentsche, který rovněž dosvědčil, že za války pomáhala židovským i nežidovským členům farnosti. Rozsudek soudu zařadil Emmu Göringovou mezi osoby, které měly prospěch z nacistického režimu a odsoudil ji k zabavení 30 % majetku, k jednomu roku pracovního tábora, který si už odpykala, a na pět let jí zakázal výkon povolání.
Po propuštění z ženského tábora se Emma s dcerou odstěhovala do Mnichova a vedla soudní spory o zabavený majetek. Dcera Edda Göringová studovala práva a pak přešla na obor medicínsko-technická asistentka. V roce 1967 vydala Emma Göringová paměti nazvané Po boku svého muže. Zemřela 8. června 1973 v Mnichově. Edda dále žila převážně v ústraní a o svém otci veřejně hovořila jen výjimečně; v takovém případě zdůrazňovala jejich láskyplný osobní vztah a nevyjadřovala se k politice. Nikdy se nevdala a zemřela jako 80letá koncem roku 2018.
Hermannův mladší bratr Albert Göring byl disident podporující protinacistický odboj a pomáhající Židům uniknout holokaustu.

## Citát
| „ | Běžní lidé přirozeně nechtějí války; ani v Rusku, ani v Anglii, a nota bene ani v Německu. To je jasné. Ale, nakonec jsou to vůdci země, kteří určují politiku, a je vždy jednoduché strhnout lidi s sebou, ať už je to demokracie, fašistická diktatura, parlament či komunistický režim. Ať už lidé mají či nemají hlas, mohou být vždy přiměni k žadonění u svých vůdců. Je to jednoduché – vše, co je třeba, je říci jim, že jsou napadeni a odsoudit ty mírumilovnější z nich za nedostatek vlastenectví a vystavování jejich země nebezpečí. Toto funguje v každé zemi stejně. | “ |
| — | |   |

| „ | Žádný nepřátelský bombardér nedoletí k Porúří. Pokud se tak stane, nejmenuji se Göring. Můžete mi říkat Meyer. | “ |

## Vyznamenání

### Německá vyznamenání
- Železný kříž, II. třída (15. 09. 1914)
- Železný kříž, I. třída (22. 03. 1915)
- Pour le Mérite (02. 06. 1918)
- Řád krve[11]
- Železný kříž, spona 1939 k Železnému kříži 1914, II.. třídy (30. 09. 1939)
- Železný kříž, spona 1939 k Železnému kříži 1914, I. třídy (30. 09. 1939)
- Rytířský kříž Železného kříže (30. 09. 1939)
- Velkokříž železného kříže (19. 08. 1940)
- Řád zähringenského lva, II. stupeň – rytířský kříž s meči
- Zlatý stranický odznak
- Královský hohenzollernský domácí řád, rytířský kříž s meči
- Vojenský záslužný řád Karla Fridricha
- |  Gdaňský kříž, I. a II. třídy

### Zahraniční vyznamenání
- Královský řád svatých Cyrila a Metoděje, velkokříž (Bulharské království)[12]
- Řád vycházejícího slunce, velkostuha, (1943) (Japonské císařství)
- Řád Michala Chrabrého, I. třída, (1941) (Rumunské království)
- Královský uherský řád sv. Štěpána, rytíř (Maďarské království)
- Řád meče, velitelský velkokříž, (1939) (Švédské království)
- Řád jha a šípů, velkokříž, (1939) (Španělsko)
- Řád svatých Mořice a Lazara, rytířský velkokříž, (1938) (Italské království)
- Řád zvěstování, rytíř, (1940) (Italské království)
- Řád italské koruny, rytířský velkokříž, (1940) (Italské království)
- Řád bílé růže, I. třída – velitel (Finsko)